# 타가토스
타가토스(영어: tagatose)는 6개의 탄소 원자가 포함된 단당류이고, 케톤기를 가지고 있는 케토스이며, 화학식은 C6H12O6이다. 타가토스는 유제품에서 흔히 발견되며 수크로스(설탕)과 질감이 비슷하고, 수크로스와 비교해 92%의 단맛이 나지만 칼로리는 단지 38%에 불과하다. 타가토스는 2001년 이래로 미국에서 GRAS(generally recognized as safe, 식품 첨가물에 대한 미국 식품의약국(FAD)의 인증)로 인정되었다. 타가토스는 수크로스와는 다르게 대사되기 때문에, 혈당량과 인슐린 수치에 최소한으로 영향을 미친다. 또한 타가토스는 치과용 제품에 대한 치아에 친화적인 성분으로 승인받았다.

## 구조
타가토스는 일반적으로 두 가지 다른 크기의 고리, 피라노스(6원자 고리) 형태 및 푸라노스(5원자 고리) 형태로 존재한다. 각각의 고리 형성 부위는 아노머 탄소에서 α- 또는 β-입체배치를 가질 수 있다. 수용액에서 4가지 형태의 이성질체들은 상호전환된다.
| D-타가토스의 구조  | D-타가토스의 구조  | D-타가토스의 구조  |
| 골격 구조식        | 하워스 투영식      | 하워스 투영식      |
| ------------------ | ------------------ | ------------------ |
|                    | α-D-타가토푸라노스 | β-D-타가토푸라노스 |
| α-D-타가토피라노스 | β-D-타가토피라노스 |                    |

## 생산
타가토스는 과일, 카카오, 유제품 등에 소량으로 존재하는 천연 감미료이다. 타가토스는 젖당을 포도당과 갈락토스로 가수분해한 다음, 효소적인 처리 과정을 통해 갈락토스로부터 상업적으로 생산될 수 있다. 갈락토스는 수산화 칼슘에 의해 알칼리 조건 하에서 D-타가토스로 이성질화된다. 이어서, 생산된 혼합물을 정제하고, 결정화하여 타가토스를 생산할 수 있다.

## 감미료로 개발
L-포도당을 시장에 판매하려는 시도가 실패한 후에 길버트 레빈(Gilbert Levin)은 D-타가토스를 감미료로 제안했다. 레빈은 1988년에 타가토스를 저렴한 가격에 만드는 방법을 특허냈다. 타가토스의 낮은 칼로리 함량은 L-과당과 닮았다.

## 안전성과 기능
미국 식품의약국(FDA)은 2003년 10월에 식품 첨가물로 타가토스를 승인했으며, GRAS로 지정했다. 대한민국 식품의약품안전처는 혈당 강하 효과를 위한 건강 기능성 식품으로 타가토스를 승인했다. 유럽 식품안전청(European Food Safety Authority, EFSA)은 식품 및 식품 성분으로 타가토스를 승인했다. 뉴질랜드와 오스트레일리아도 사람에 대한 타가토스의 섭취를 승인했다.

## 특성

### 기능적 특성

#### 낮은 혈당지수
타가토스는 설탕과 매우 비슷한 단맛을 내지만, 혈당지수(GI)는 3으로 상당히 낮다. 혈당지수는 음식에서 탄수화물이 혈당량에 미치는 영향을 측정한 것이다. 혈당지수는 음식물에서 이용할 수 있는 탄수화물(총 탄수화물에서 식이섬유를 뺀 값)이 음식물의 섭취에 따라 혈당량을 얼마나 올리는지를 포도당 섭취시와 비교하여 추산한다. 포도당은 정의에 따라 혈당지수가 100이며, 다른 음식은 더 낮은 혈당지수 값을 갖는다. 수크로스(설탕)의 혈당지수는 68, 과당은 24이고, 타가토스는 다른 감미료들에 비해 매우 낮은 혈당지수 값을 갖는다.
식사 후 고혈당과 반복적인 혈당량의 급증은 전체 혈관계에 대한 당과 화학반응을 하는 스트레스와 다른 산화적 스트레스를 증가 및 또한 인슐린의 수치를 직접적으로 증가시킴으로써 제2형 당뇨병을 촉진시킬 수 있다. 수년 동안 혈당지수가 낮은 식단을 따랐던 사람들은 제2형 당뇨병, 관상동맥질환, 연령 관련 황반변성에 대한 발병 위험이 다른 사람들에 비해 유의미하게 낮았다.

#### 혈당 강하 효과
대한민국 식품의약품안전처는 식사 후 혈당량 조절에 대한 타가토스의 안전성과 기능을 승인했다. 타가토스는 포도당의 글리코젠으로 이동을 촉진시키는 글루코키네이스의 활성을 촉진함으로써 간에서 혈당량을 감소시킨다. 또한 타가토스는 소장에서 소화효소 및 탄수화물의 분해를 억제하여 신체의 탄수화물 흡수를 억제한다. 임상연구에 따르면 타가토스는 정상인, 당뇨병 초기 환자, 공복혈당장애 환자, 내당능장애 환자에서 혈당량을 현저하게 감소시키는 것으로 나타났다. 당뇨병이 젊은 세대로 지속적으로 퍼지고 증가하고 있기 때문에, 혈당 강하 작용은 제1형 당뇨병 및 제2형 당뇨병 환자들에게 특히 중요하다. 2008년에 미국에서는 당뇨병 치료에 920억 달러가 사용되었고, 중국에서는 500억 달러가 사용되었다.

### 물리적 특성
타가토스는 분자량이 180.16 g/mol 인 흰색 결정성 분발이다. 타가토스의 마이야르 반응은 풍미와 갈색 착색 효과를 향상시키며, 보통 베이킹, 조리 및 감미료를 사용하여 쓴 뒷맛을 가진다.

## 마케팅
1996년에 알라 푸드(Arla Foods)는 미국 라이센스 보유자인 스페릭스(Spherix)로부터 생산권을 취득했다. 다음 해에 알라 푸드가 시장에 출시한 제품이 없었기 때문에, 스페릭스는 알라 푸드가 시장에 제품을 출시할 충분한 관심을 보이지 않는다고 보아 이를 미국 중재재판소로 가져갔다. 이에 알라 푸드가 스페릭스에게 더 장기적인 로열티를 지불하고, 스페릭스는 더 이상의 추가적인 조치를 취하지 않기로 하면서 서로 간에 합의를 했다.
2006년 3월에 스위트그레디언츠(SweetGredients, 알라푸드와 노르드주커 AG의 합작 벤처 회사)는 타가토스 프로젝트를 중단하기로 결정했다. 스위트그레디언츠는 타가토스를 생산하는 유일한 세계적인 제조사였다. 이러한 획기적인 감미료 시장을 창출하는데 진전이 있었지만, 지속적인 투자를 정당화할 수 있는 충분한 시장 잠재력을 입증할 수가 없어서, 스위트그레디언츠는 독일의 노드스템멘에서 타가토스의 제조를 중단하기로 결정했다.
2006년에 벨기에 뉴트리랩 NV(Nutrilab NV)사는 스위트그레디언츠의 주식 및 프로젝트를 인수하고, 뉴트릴라토스(Nutrilatose)라는 브랜드명의 D-타가토스를 효소 공정으로 연간 800톤을 생산할 수 있는 시설을 설립했다. 이 공정은 알라 푸드가 이전에 사용한 화학 공정보다 상당히 저렴했다고 한다. 2007년에 뉴트리랩 NV의 모회사인 뎀허트 N.V.(Damhert N.V.)는 베네룩스와 프랑스에서 타가토스를 사용한 일부 제품들(잼과 일부 초콜릿 기반 제품)과 함께 자체 브랜드 이름으로 타가토스 기반의 감미료 "타가테세(Tagatesse)"를 출시했다. 뎀허트의 마케팅 전략은 중소 기업에 타가토스를 도입시켜 타가토스에 대한 시장을 점진적으로 구축하는 것이었다. 2013년에 뎀허트의 이익 중 30%가 타가토스로부터 얻은 것으로 보고되었으며, 뎀허트사는 타가토스의 생산 용량을 연간 2,500톤으로 늘릴 준비를 하고 있다. 또한 2013년 2월에 펩시코와 요플레가 타가토스 사용에 관심이 있다고 보고되었다. 뎀허트는 벨기에에 연간 1만톤의 타가토스를 생산하는 공장을 건설하는 것을 장기적으로 고려하고 있었지만, 그런 공장을 짓기 위한 자본을 찾아야 했다.
D-타가토스의 주요 생산 업체들 중 하나는 대한민국에 있는 CJ제일제당으로 "백설 타가토스"라는 브랜드명으로 등록되어 있다. 2011년에 미국 식품의약국은 식품 첨가물로 CJ제일제당의 효소 전환 타가토스 생산을 승인하고, 이를 GRAS로 지정했다.

## 같이 보기
- 글루코스
- 프럭토스
- 갈락토스